# 金钟山乡
金钟山乡，是中华人民共和国广西壮族自治区百色市隆林各族自治县下辖的一个乡镇级行政单位。

## 行政区划
金钟山乡下辖以下地区：
平流村、乌冲村、那马村、占假村、牛场村和弄八村。

## 中国传统村落
2012年，平流村被评为首批“中国传统村落”。